# Jessy Pi
Jessy Pi (Manosque, Francia, 25 de septiembre de 1993) es un futbolista francés que juega como centrocampista en la U. S. Avranches del Championnat National de Francia.

## Clubes
| Club                        | País    | Año       |
| --------------------------- | ------- | --------- |
| A. S. Monaco F. C.          | Francia | 2013-2016 |
| E. S. Troyes A. C. (cedido) | Francia | 2014-2016 |
| Toulouse F. C.              | Francia | 2016-2019 |
| Stade Brestois (cedido)     | Francia | 2017-2019 |
| S. M. Caen                  | Francia | 2019-2021 |
| Dijon F. C. O.              | Francia | 2021-2023 |
| U. S. Avranches             | Francia | 2024-     |